# 天華百剣
『天華百剣』（てんかひゃっけん）は、刀剣をモデルとした少女「巫剣（みつるぎ）」たちが、架空の時代「銘治（めいじ）」を生き抜く様を描く日本のメディアミックス作品群。KADOKAWA（電撃G's magazine、電撃ホビーウェブ）によるオリジナル企画、およびプロジェクト。設定制作はセブンデイズウォー。架空の年号「銘治（めいじ）」の時代に起きた、人の姿と意志を得た刀剣「巫剣」と、巫剣の力を最大限に引き出すことのできる巫剣使いを中心とした複数の物語を描いており、メディアごとに主人公となる巫剣使いや巫剣が異なり、時代も違う。『G's』誌上における連載に始まり、小説、漫画、ゲーム、アニメ、グッズ、出演声優による各種イベントなど多岐に渡るメディアミックス展開を果たしている。

## 来歴
2015年5月に『電撃G's magazine』にてプロジェクトが発表され、同時に公式ウェブサイトを公開。その後は毎月、同誌面や公式サイト上でエピソードストーリーと共に新キャラクター（巫剣）を紹介するという形で展開された。
2016年3月には公式コミック『天華百剣-発-』が電撃G'sコミックにて連載されることが発表され、2016年5月号より掲載された。また2016年3月28日からは公式ツイッター上において武シノブによる4コマ漫画も配信開始。2018年2月より『天華百剣-戯-』『天華百剣-彩-』、同年4月より『天華百剣-瞬-』が連載開始となった。
2016年5月にはスマートフォン向けアクションRPG『天華百剣 -斬-』として2016年秋に配信されることが開発中画面と共に発表され、2017年4月20日に正式リリースされた。配信元はDeNA、開発担当はあまた株式会社。
2017年5月から、小説『天華百剣-乱-』『天華百剣-煌-』が連載開始となった。
2019年10月13日から同年12月29日にかけて、ショートアニメ「天華百剣 ～めいじ館へようこそ！～」が放送。これに前後して透かし正宗・庖丁正宗・ほりぬき正宗によるユニット「包丁三姉妹」が結成され、演じる声優陣による声優ユニット活動、楽曲リリース、ラジオ番組、ライブイベントなどが開催された。
2021年6月15日、『斬』が同年8月16日をもってサービスを終了することが発表され、2021年8月16日15時に約4年間のサービスを終了した。
2022年4月17日に開催された『斬』設定資料集リリースイベントにて、ASMRボイスドラマ化が発表された。
2022年10月時点では『G's』本誌での連載のみ行われれていたが同年12月号を以て休刊となったため、後継のウェブ媒体『G'sチャンネル』へ移籍して連載を継続する。同媒体に読者コーナーが引き継がれた他、有料コンテンツとして、同年12月より公式イラスト企画『巫剣旅絵巻』、2023年1月より巫剣たちからの手紙『巫剣れたぁ』が開始、また読者参加イラスト企画『天画百剣』が復活した。
『G'sチャンネル』より、2024年5月31日からはPC向けノベルゲーム『天華百剣 -巡-』が各話、順次配信される。同サイトでは、『天華百剣 -斬-』の「巫剣ストーリー」を新たな形で再編した、登場人物のアイコン付きテキスト『天華百剣 -紡-』が同年8月2日から始動しており、最終話では巫剣との思い出を紡いだ新規の描き下ろしイラストも公開される予定である。他にも同サイトにてショートストーリー付きイラスト企画『天華百剣 -映-』も2024年11月1日より始動した。

## ストーリー
長く続いた戦乱の時代が終わり、廃刀令が公布された銘治時代。剣士とともに歴史を裏で支えた巫剣たちも、自らを武器として使用することを禁じた「百華の誓い」を胸に抱きそれぞれの道を歩みだした。しかし関ヶ原の合戦からおよそ三百年後、亡霊や巫剣による原因不明の災いが発生し始める。政府直轄組織「御華見衆」は、災いの鎮圧と巫剣の保護をすべく立ち上がる。

## 巫剣
主にモデルとなった刀剣、複数のメディアで共通する設定を記述する。イラストレーターはゲーム版、声優はゲーム版およびアニメ版のもの。
巫剣は公式ウェブサイトの「巫剣名物帳」に追加されていき、順次『斬』でプレイアブルキャラクターとして実装されている（大包平と村雨の2振りを除く）。その中には鍛冶兵によって作られた、既存の巫剣と同じ銘を持つ「影打」も存在する。また、既存の巫剣の別バージョンが実装されることもある。これらは銘の頭に［○］（○は、影打の場合は影、衣装を変えた場合は衣装のテーマを表す漢字一文字が入る）が付くが、「心意化粧」という特殊な処理を施された場合はその限りではない。
刀剣に地方色の強いエピソードがある場合、担当声優にはその地方出身者をアサインする傾向が非常に強く、方言を交えたセリフに大きく貢献している。事情により声優が交代した場合、『斬』では既に入手済みのプレイヤーにのみ[憶]と名の頭に付いた旧声優の音声の巫剣が配布され、手持ちの巫剣は新声優の音声に切り替わる。ガチャからは新声優のバージョンのみ排出されるようになり、旧声優のバージョンは新規入手不可となる。
| No.   | 巫剣名               | イラストレーター  | 声優              | 『斬』 実装 | 『斬』 特別 Ver 実装 | 備考 |
| ----- | -------------------- | ----------------- | ----------------- | ----------- | -------------------- | --- |
| 001   | 小烏丸               | 島田フミカネ      | 大和田仁美        |             |                      | 小柄な御華見衆司令部の伝令役の長的存在。プロジェクト発表時のキービジュアルとして公開された。一人称はわらわ、語尾に「のじゃ」をつける古風な姿をした巫剣。烏を操り烏を通じて声を届かせる力をもつ。。 |
| 002   | 二つ銘則宗           | ファルまろ        | 河野ひより        |             |                      | |
| 003   | 三日月宗近           | 凪良              | 上田麗奈          |             | ［獣］               | 天下五剣の一振りで他の五剣メンバーにも指揮をとるなど信頼の幅が大きい。可愛いものが大好き。[獣]猫嬢バージョンが存在する。 |
| 004   | 小狐丸               | 凪良              | 近藤玲奈          |             |                      | 番傘をもった金狐の巫剣。一人称は「こん」、年寄りめいた口調で話す。日光が苦手で昼間は機嫌が悪い。三日月宗近とは仲良し。 |
| 005   | 青木兼元             | refeia            | 長妻樹里          |             |                      | 非常に生真面目な性格の巫剣。一人称は「わっち」。猫が大好き。『発』では、みやこ屋において小次郎と行動を共にする。 |
| 影005 | 青木兼元（影打）     | refeia            | 長妻樹里          |             |                      | 愛称は「カネ」。高飛車な振る舞いだが面倒見は良く、イベントストーリーでは人間の一党を率いていた。 |
| 006   | 陸奥守吉行           | あかざ            | 森永千才          |             |                      | 非常に色気のあるおっとりお姉さん。自らの色気を惜しげなく使い巧みに人と接触する。恋愛対象は女性寄り。元主の影響で銃が嫌い。『ぷち』では教師をしている。 |
| 007   | 七星剣               | 深井涼介          | 丹下桜            |             | ［給］               | 御華見衆の司令官。小柄な外見からは想像が付きにくいが最古参の巫剣。天体の動きから精度の高い未来予知を行い、それをもとに全支部の任務の作戦を立てている。『戯』では身分を隠してめいじ館の視察に訪れたところ、出会ったばかりのつーちゃんにロリ友として認められ「ななちゃん」と呼ばれている。 |
| 008   | 八丁念仏             | 天川さっこ        | 久保田梨沙        |             | ［闇］               | いわゆる中二病の巫剣。一人称は「我」。意外にも整備や書類作業が得意だが時折、淋しさを感じている。昔の経験から鉄砲が苦手。[闇]吸血鬼バージョンが存在する。 |
| 009   | 九字兼定             | 天川さっこ        | 齋藤小浪          |             |                      | 一人称はオレの正義感溢れるロリ巨乳巫剣。とにかく正義にこだわる。好きな色は赤。 |
| 影009 | 九字兼定（影打）     | 天川さっこ        | 齋藤小浪          |             |                      | 愛称は「サダ」。無気力なボクっ娘キャラ。面倒くさがりながらも仕事は懸命にこなす。 |
| 010   | 髭切                 | 清水栄一×下口智裕 |                   | 未実装      |                      | |
| 011   | 瓶割刀               | ファルまろ        | 高野麻里佳        |             | ［海］               | 酒の入った大瓶を腰につけているおっとりな大酒飲みお姉さん。酒豪ではあるものの吐くことが多く、戦闘でも特技のパワーアップの代償で表現されている。[海]水着バージョンがあるが戦闘スタイルが格闘的。 |
| 012   | 丙子椒林剣           | 深井涼介          | 桑島法子          |             | ［福］               | 御華見衆の創設者の一人で、組織では副司令官を務めている。また観察方のトップでもある。普段は本部におり、めいじ館にはいない。基本的に本部からの指令は彼女から発せられている。温和な性格で、大和撫子な仕草を見せる。 |
| 013   | 大般若長光           | ちょびぺろ        | 渡辺優里奈        |             |                      | |
| 014   | 骨喰藤四郎           | 川上修一          | 澤田美晴          |             | ［給］               | 非常に甘えん坊な巫剣。昔はかなり素行が悪かったらしい。過去に火事で焼けてしまった事があり、火事がトラウマ。 |
| 015   | 一期一振             | 高木正文          | 藤田茜            |             | ［福］               | 藤四郎、吉光姉妹の長女でありながら隊長を「兄様」と呼ぶ妹キャラ。一人称は「いちご」。苺が好きで彼女が作る苺ジャムパンは格別である。「福」振袖バージョンが存在し、鞘を使った二刀流で戦う。 |
| 016   | 蛍丸国俊             | さんば挿          | 立花芽恵夢        |             |                      | 日中は夢の中かまどろんでいる夜行性な巫剣。とてもきれい好き。自然を愛しており、それを破壊する者は許さない性格。 |
| 017   | 乱光包               | 天川さっこ        | 広瀬世華          |             |                      | |
| 018   | 厳島の友成           | 深井涼介          | 相坂優歌          |             | ［術］               | 巫女としての修練を経験しており非常に厳格な巫剣。 |
| 019   | 抜丸                 | 深井涼介          | 金子彩花          |             |                      | 小烏丸の妹分。特別伝令役という御華見衆の幹部のはずだが、かなりのうっかり屋。「抜丸ジャンプ」と言う体当たりで建物の壁や窓をぶち破る癖がある。 |
| 021   | 菊一文字則宗         | 神崎かるな        | 秋奈              |             | ［誠］               | 一人称は僕。新撰組出身の巫剣では食客という名の補欠であった過去から、他のメンバーに比べて自信を失くしている。体が弱い代わりに技量では誰にも負けない繊細さを持っている。加州清光とは腐れ縁の仲。 |
| 022   | 日本一則重           | へんりいだ        | 春瀬なつみ        |             |                      | 愛称は「お一（おいち）」。外見は幼女だが日本一の名に恥じない器用さを持っている底抜けに明るい巫剣。一人称は「わたくち」。 |
| 023   | 鉄砲切り兼光         | peroshi           | 内藤有海          |             | ［魔］               | 一人称は「それがし」。跳んできた銃弾を切る程、正確さがウリの口数の少ない巫剣。しかし方向感覚がひどい有り様で迷子になることが頻繁にあり、天華百剣 戯では連れごと数日遭難させている。 |
| 024   | 太郎太刀             | 深井涼介          | 森なな子          |             |                      | ヒーローを志し、衣装もそれに合わせた明るいお姉さん巫剣。登場演出にもこだわり声援でパワーアップする程の筋金入りっぷり。 |
| 025   | 次郎太刀             | 深井涼介          | 古木のぞみ        |             |                      | 恥ずかしがり屋の太郎太刀の妹。姉に連れられてヒーローをしているがある日まではあまり乗り気ではなかった。姉のためのおいしい弁当を作っている。戦闘の実力は太郎太刀曰く「私（太郎太刀）より強い」らしい。 |
| 026   | 鬼神丸国重           | 黒獅子            | 天海由梨奈        |             | ［誠］               | 新撰組出身の巫剣で副司令直属。軽い口調だが諜報活動から暗殺までこなす裏方の仕事人。釣りが趣味。 |
| 027   | 加州清光             | 黒獅子            | 桑原由気          |             | ［誠］               | 新撰組出身の巫剣。吐血癖が酷いが本人はいたって健康だと言い張っている。生真面目な性格故に隊長や陽気な仲間からからかわれていることもしばしば。 |
| 028   | 膝丸                 | せんむ            | 喜多村英梨        |             |                      | |
| 031   | 石切                 | えぃわ            | 照井春佳          |             |                      | 常に手帳と筆を手放さない学者な巫剣。波切を御華見衆にスカウトした経歴があるため、波切とは大の仲良し。 |
| 032   | 三十二年式軍刀甲     | 島田フミカネ      | 鬼頭明里          |             |                      | 『発』『乱』のヒロイン。口数が乏しい。量産型の軍剣が巫剣になった希少な例であり小烏丸の側近として観察されている。 |
| 033   | 三ツ鱗紋兼若         | osa               | 南早紀            |             | ［甘］               | 北条家ゆかりの巫剣。千字村正からの愛称は「うろちゃん」。隊長に嫁をとれと勧めてくるが、彼女が勧めてくる女性は皆、童女という困ったことになっている。 |
| 034   | 大典太光世           | saitom            | 石原夏織          |             | ［学］               | 神々しいオーラを放つ天下五剣の一振りだが、前田家の箱入り娘という名の軟禁状態にあるため、実戦経験は乏しい。なお、普段は高飛車な性格をしているが、これは「優等生」のイメージを演じているだけであり、実際の性格とは異なる。 また、歌うことが好きだが、祝詞など歌詞の内容によっては聞いた者に影響を与えるため、人前ではあまり歌わないようにしている。 戦闘では半身である刀を使わずに背中の注連縄からレーザーを放って戦う。奥義名は「大典太光輝砲」。『ぷち』では頻繁に酷い目にあっている。 ［学］学生服バージョンがあり、タピオカドリンクを片手に半身である刀を振るって戦うが、重量でむしろ振り回されがち。動作によっては尻餅をつく。 |
| 035   | 鉋切長光             | ちょびぺろ        | 一木千洋          |             |                      | 一人称がオレの堅物大工の巫剣。機械が苦手で手製の木工細工や大工仕事が得意。抜丸が破壊した壁や微塵丸のタライは彼女が直している。かわいいと呼ばれる事に慣れておらず赤面する。 |
| 036   | 歌仙兼定             | 凪良              | 佳穂成美          |             | ［聖］               | 外見はいかにも茶を嗜む文化人な巫剣。内面はかなり気の短い効率主義者であり、ケンカを起こすことも珍しくない。「聖」サンタ服バージョンが存在する、 |
| 037   | 紅葉狩兼光           | peroshi           | 今村彩夏→花井美春 |             |                      | 一人称は僕。パワーがある反面、空腹が絶えない巫剣。大雑把な性格で小夜左文字のあんパンを盗み食いした事があり、彼女から付け狙われている。 |
| 038   | 大兼光               | peroshi           | 杉山里穂          |             | ［福］               | |
| 039   | 兜割兼光             | peroshi           |                   | 未実装      |                      | |
| 041   | 姫鶴一文字           | 10mo              | 山田麻莉奈        |             |                      | 料理上手な倹約家の巫剣。彼女が作る御漬け物はとても好評。 |
| 042   | 謙信助宗             | やまい            | 真野あゆみ        |             | ［体］               | 語尾に「ッス」をつける後輩みたいな巫剣。疲れ知らずの体力を持ち次から次に仕事をこなす。戦闘では半身である刀を使わず体当たりや頭突きで戦う。「体」体操服バージョンが存在し、メガホンからのハイパーボイスで戦う。 |
| 043   | 水神切兼光           | peroshi           | 優木かな          |             | ［闘］               | 歌唱力抜群のアイドル巫剣。いつも「シロ」という名の蛇竜と一緒である。ポジティブの塊とも言われる程明るく、常に全員を楽しませる事を大切にしている。『斬』では主人公を運命の人と思っており、ご主人様と呼んでいる。[闘]プロレスラーバージョンが存在する。 |
| 044   | 獅子王               | 池澤真            | 高柳知葉          |             |                      | 百獣丸といういかつい2車輪駆動式大鎧に身を包んだ巫剣。必殺技は両肩の砲台から放たれる「百獣砲」という雷ビーム。百獣丸に身を包んだ状態だと荘厳な口調。逆に素の状態は極度の恥ずかしがり屋で噛み噛みな話し方になる。『斬』の戦闘パートでは戦闘不能状態から1度だけ鎧無しバージョンになって復活するギミックが存在する。 |
| 045   | 井上真改             | 白亜右月          | 青山玲菜          |             |                      | 忍者と武士を合わせたような姿の巫剣。助廣ファミリーとは旧知の仲。「郷」の巫剣に憧れている。 |
| 046   | 和泉守兼定           | 黒獅子            | 高井舞香          |             | ［誠］               | 新撰組出身の巫剣。親しい仲からは副長と呼称されており、任務には生真面目。ただ飴玉を定時間に摂取しないと女々しい性格になってしまう特徴がある。 |
| 047   | 波切                 | はも              | 小松郁            |             |                      | 餅が大好きな怪力自慢の巫剣。その実力は拘束用の太い鎖を自力で引きちぎる程。『斬』の戦闘パートでも敵のガードを通常攻撃で破壊できる特色を持っている。石切とは大の仲良し。 |
| 048   | にっかり青江         | 西又葵            | 田中ちえ美        |             |                      | 幽霊を斬ったという伝承を持つ巫剣。その伝承からかいつの間にか横や後ろにいるという不思議な特徴のある茶目っ気なお姉さん。『斬』では何かと主人公の世話をしたがる。 |
| 049   | 千人切               | あおぎりぺんた    | 松田利冴          |             | ［祭］               | 一人称は「せん」。処刑刀として使われていた経歴からもう人を斬りたくないという強い願望があり、めいじ館でのお手伝いに精を出している。 |
| 050   | 童子切安綱           | 清水栄一×下口智裕 | 千本木彩花        |             | ［恋］               | 天下五剣の一振り。頭部の装飾が特徴的。自分を頼れる「お姉さん」呼びしてほしいと周囲に伝えているがあまり実っていない。大のおにぎり好き。 |
| 051   | 日光一文字           | 熊虎たつみ        | 春日望            |             |                      | |
| 052   | 日光助真             | あおぎりぺんた    | 中村桜            |             |                      | 他から頼られることを生き甲斐とするお姉ちゃん巫剣。あだ名は「けざ姉」。やる気が空回りしやすいため、ややドジが目立つ。気丈なように見えて割とメンタルは弱い。 |
| 053   | 小豆長光             | ちょびぺろ        | 新田ひより        |             | ［兎］               | 少しオドオドしたがんばり屋な巫剣。名前にもある小豆に詳しく、めいじ館の周辺に自分の様々な品種の小豆畑をもっている。細かい仕事が得意だが給仕の仕事は苦手。大般若長光を慕っている。［兎］バニーガールバージョンが存在し、親のいない子兎「こまめ」の母親代わりをしている。 |
| 054   | 島津ノ良房           | 橘由宇            |                   | 未実装      |                      | |
| 055   | 長曾祢虎徹           | 黒獅子            | 藤原夏海          |             | ［誠］               | 新撰組出身の巫剣。局長の愛刀だったため、巫剣の新撰組が再結成された際には局長に就任した。一人称は俺。熱血漢な姉御肌で仲間想い。 |
| 影055 | 長曾祢虎徹（影打）   | 黒獅子            | 藤原夏海          |             | ［福］               | 愛称は「テツ」。かなりの戦闘狂で暴力的な言動こそ多いが、性格そのものは子供っぽく、素直になれないためツンデレのようになっている。半身である刀とは別の大剣を振り回して戦う。ネズミが苦手。 |
| 056   | 石田切込正宗         | みづきたけひと    | 北野更            |             | ［学］               | 一人称は拙者。自分を人に不幸をもたらす存在と信じて疑わない巫剣。[学]学生服バージョンが存在する。 |
| 057   | 城和泉正宗           | 兎塚エイジ        | 大野柚布子        |             | ［超］ （超越）      | 『斬』のヒロインの一振りで、実質的な主人公の1人。赤い髪でツインテールのツンデレ巫剣。かつては深窓のお姫様だったことから他の巫剣に経験で遅れをとるまいと進んで任務や給仕作業をこなしている。『斬』では主人公と契約する前から、一振りで街の見回りをしていた。りんごが大好き。ある一定の条件をクリアすることで［超］超越バージョンを入手できる。。 |
| 058   | 島津正宗             | れんた            | 小野早稀          |             | ［援］               | 一人称はボク。男らしさを追及する相撲好きな巫剣。男の子になりたかったと呟く一方でデートや赤ちゃんに興味を持つといった乙女心をしっかり持っている。「援」応援団服バージョンが存在し、前をはだけた学ランにさらしを巻いて、応援旗を振って戦う。 |
| 059   | 鶴丸国長             | 藤真拓哉          | 本泉莉奈          |             | ［海］               | 美しさを追及する巫剣。恩返しにこだわりのある明るいお姉さん。[海]水着バージョンが存在する。 |
| 060   | 禡祭剣               | 菊池政治          | 木野日菜          |             |                      | |
| 062   | 鬼丸国綱             | 清水栄一×下口智裕 | 田中美海          |             | ［祭］               | 天下五剣の一振り。眼帯をした、とにかく敵を斬りたがる巫剣。外見は恐々しいが中身は非常に無邪気な幼子。過去に敵を切りたがる性格が災いし、錆憑状態になった経験がある。主人公を「にいさま」と呼び懐いてくる。[祭]浴衣バージョンが存在する。 |
| 063   | 小竜景光             | 赤賀博隆          | 高田憂希          |             |                      | 奇術をもって万事を成す竜人のような巫剣。非常に丁寧な物腰ながら高い洞察眼をもつ歴戦の戦術家である。奇術で自身の分身を作り出すことが出来る。 |
| 064   | 博多藤四郎           | 鈴木玖            | 小日向茜          |             | ［夢］               | 少しぽっちゃりした博多弁を多用する巫剣。基本的には温厚で社交的だが、かつて対立した北谷菜切に凄まじい気迫で説法したこともあった。 |
| 065   | ソボロ助廣           | Nidy-2D-          | 大地葉            |             |                      | 助廣ファミリーの義母で歴史研究者の巫剣。お色気眼鏡美女で博識かつ母性愛ありとクオリティは高いが料理の腕は壊滅的。めいじ館につーちゃんと共に就任したのは実家がソボロの火の不始末で炎上したからである。 |
| 影065 | ソボロ助廣（影打）   | Nidy-2D-          | 大地葉            |             | ［恋］               | 愛称は「ヒロ」。オリジナルと異なり眼鏡をかけておらず、色気を前面に押し出した服装や言動を見せるが、いざ迫られると弱い。気分屋な一面こそあるものの影打の中では落ち着いた性格で、他の影打を気遣うことも多い。 |
| 066   | 津田越前守助廣       | Nidy-2D-          | 松田颯水          |             |                      | ソボロ助廣の義娘、村雨助廣の実妹。『戯』の主人公でありいちばんの被害者。母に代わって料理をこなしているため料理の腕はピカイチ。大阪生まれ故に母と異なり大阪弁を扱う。隊長のことは「にーちゃん」と呼び勉強を見てもらっている。名前が長いうえに女の子らしくないことから愛称は「つーちゃん」、姉からは「つー」と呼んでもらっている。何故か『煌』では悪戯好きキャラとして描かれている。 |
| 067   | 江雪左文字           | sho               | 佐藤亜美菜        |             | ［海］               | 口数の少ない雪ん子のような巫剣。『煌』ではメインヒロインとして描かれている。［海］水着バージョンが存在する。義元と小夜は姉妹の関係。 |
| 068   | 会津新藤五           | おちゃう          | 加隈亜衣          |             |                      | 名前の通り、会津出身の巫剣。会津正宗とは大の仲良しでよく共に行動している。 |
| 069   | 大倶利伽羅           | osa               | 日野まり          |             | ［竜］ （心意化粧）  | 伊達家に長くいた影響から竜に対しての強いこだわりをもつ巫剣。一人称はオレ。かつての先輩巫剣である燭台切光忠にくっついている事が多い。［竜］心意化粧バージョンが存在し、龍のオーラを纏った武闘家スタイルで戦う。 |
| 070   | 古今伝授の太刀       | ののやなより      | 朝日奈丸佳        |             |                      | 和歌を好む穏やかな巫剣。魔法や西洋文化に憧れている。 |
| 071   | 山鳥毛一文字         | 高階聖人          | 指出毬亜          |             | ［毘］（心意化粧）   | 焼き鳥が大好物の仙人的巫剣。古風な口調で何かと隊長や巫剣達を修行させたがる。御華見衆幹部など自分よりも古い巫剣が苦手。 |
| 072   | 同田貫正国           | 黒獅子            | 貫井柚佳          |             |                      | 愛称は「たぬき」。「ぽんぽこにしてやんよ!」の台詞が特徴な姉御的巫剣。紅葉狩兼光とはライバルであり、共に長曾根虎徹を敬愛している。自分の声が可愛いのが悩み。 |
| 073   | 波泳ぎ兼光           | peroshi           | 井澤詩織          |             |                      | 一人称は我。非常に尊大な態度のロリっ娘巫剣。 |
| 075   | 粟田口国吉           | sho               | 柴田芽衣          |             |                      | 非常に警戒心の高い巫剣で鳴狐の姉。用意周到がモットーで常にやること行くとこ成すことの下調べを欠かさず、それでいて後ろ向きな発言が多い。 |
| 076   | 明石国行             | せんむ            | 長谷川育美        |             | ［給］               | 拳を交えることで想いを伝えるを信条とする元気なお姉さん巫剣。 |
| 077   | 村雨助廣             | 10mo              | 小堀幸            |             |                      | 犬っぽい外見だがソボロ助廣の義娘にしてつーちゃんの実姉。妹と同じく大阪弁で話す。放浪癖があり各地でグルメ旅を楽しんでいる。祭儀用の刀故に戦いは好まないが、戦いの際には気候を操るなど高い霊力を使った戦法をとる。義母のソボロが起こした実家の火事の時には不在であり、帰ってきてビックリしたと隊長に語っている。 |
| 078   | 雷切丸               | 川上修一          | 河瀬茉希          |             | 千鳥 （心意化粧）    | 雷を斬ったエピソードがトラウマになっており、名前に反して雷が苦手。その影響で自分に自信がない。心意化粧の第1号であり、施された状態は千鳥という銘に変わる。この状態だとトラウマの影響がなくなるため、言動は凛々しいものになる。 |
| 079   | 笹貫                 | しのづかあつと    | 小見川千明        |             |                      | 月のお姫様を自称する気品ある巫剣。めいじ館の前は旅館で働いており、裏作業が得意。 |
| 080   | 大天狗正家           | せんむ            | 石上静香          |             |                      | 非常に落ち着いた学者的巫剣。起こる現象1つ1つに意味があると摂理的思考の持ち主。健康マニア。 |
| 081   | 長篠一文字           | 滝乃大祐          | 東内マリ子        |             | ［麗］               | 銃の専門家ともいえる巫剣。過去の経験から戦場を苦手としている。 |
| 083   | 不動行光             | 10mo              | 関根明良          |             | ［学］               | 気配り上手で縁の下の力持ち。話術に長けており、牛王吉光ほどではないがからかい上手。［学］制服バージョンが存在し、小サイズの紙パック入りのお茶を片手に持ちながら、反対の手で通学鞄を振り回して攻撃する。 |
| 084   | 蜂須賀正恒           | sho               | 桜木アミサ        |             |                      | 蜜蜂を模した衣装の元気な巫剣。地元の徳島の名産に詳しく行商を通じてめいじ館に用意する事もしばしば。盆踊りが大好き。 |
| 085   | 稲葉郷               | Nidy-2D-          | 古賀葵            |             | ［祭］               | お米が大好きな食いしん坊巫剣。お米以外の食べ物も好きだが、燃費が悪くすぐ空腹になってしまう。［祭］太鼓打ちバージョンが存在し、勝利のポーズはお祭りの御馳走をムシャムシャしている。余談だが担当声優も相当な食いしん坊らしい。 |
| 086   | 物干し竿             | neco              | 小串麻依          |             |                      | 傑物と評されるが、どうみてものんびり屋なお姉さん巫剣。洗濯物とお茶の嗜みが趣味。なおお茶の方は予め用意してあったのように適温のものが瞬時に出てくるため謎が多い。男性の下着を洗うことにはさすがに抵抗がある模様。元主の関係で武蔵正宗とは宿敵の間柄だったが現在は一緒に飲みに行く程、仲が良くなっている。 |
| 088   | 八文字長義           | 菊地政治          | 櫻庭有紗          |             |                      | 鬼教官と伝えられる可憐な外見の巫剣。常に叱り散らしているような状態で近寄りがたいが、ハンカチを取り違える等の抜けている面もある。お酒が好き。 |
| 089   | へし切長谷部         | 池澤真            | ファイルーズあい  |             |                      | 口数の少ない誠実な巫剣。 |
| 090   | 児手柏包永           | 草野ほうき        | 田中あいみ        |             | ［福］               | 3匹の狸ぬいぐるみに自身の巫魂を分け与えて連れている少女巫剣。本人は無邪気で素直、連れの狸たちは毒舌だが、彼女の本心は狸たちの言葉の方である。劇中で登場する狸は怒りの「ぽこ太」、ネガティブな「ぽこ助」、姉御肌の「ぽこ美」の3体。非常に打算的な思考だが悪意はなく、生活の知恵の一環に過ぎない。喜の感情が昂っている時は「ぽんぽこぽーん」と笑う。［福］晴れ着バージョンが存在し、狸たちが餅付きセットを使って戦う。 |
| 091   | 小夜左文字           | 珈琲貴族          | 秦佐和子          |             |                      | 甘味と復讐が大好物な黒の女学生な見た目の巫剣。何か気に食わないことがある度に「復讐帳」という手帳に書き留めている。こしあんのあんパンに並々ならぬ執着がある。江雪と義元は姉妹の関係。 |
| 093   | 千子村正             | 珈琲貴族          | 前田佳織里        |             |                      | 妖刀「村正」の銘をもつことに負い目を感じている清楚なお姉さん巫剣。可愛いものが大好き。 |
| 094   | 厚藤四郎             | 武シノブ          | 藤沢実来          |             |                      | 猫のような外見の巫剣。本人は猫扱いされると憤慨するが、高いところで丸くなって寝る姿をよく見るなど猫らしさが際立って見えてしまう。鎧通しの小刀ゆえに接近戦を好む。 |
| 095   | 千代金丸             | 池澤真            | 儀武ゆう子        |             |                      | 赤毛に黄色いリボンをつけた大柄な巫剣。琉球三宝刀の長女。基本的に琉球弁で会話するため、妹たちの通訳がなければ意図が通じない場面も多い。非常に器が大きく豪快な性格で、行水中の襲撃にも服を着ずに拳で応戦するほど。お互いを理解するにはぶつかり合うのが一番との信条を持つ。 |
| 096   | 治金丸               | 池澤真            | 仲西環            |             |                      | 真っ黒な髪と服装に赤いリボンを身につける琉球三宝刀の次女。琉球弁と共通語を織り交ぜて話す。姉と妹がどちらも極端な性格なため、常に気を配りフォローに回る苦労人。剣術と蹴り技を組み合わせた戦法を得意としており、脚の露出が激しい。 |
| 097   | 北谷菜切             | 池澤真            | 下地紫野          |             | ［恋］               | 金髪に鉢金のようなカチューシャをつけ、割烹着のような衣装を着ている。琉球三宝刀の三女だが、共通語のみを使用する。『斬』では過去に親切にしてくれた主人公を好いており、「お兄さま」と呼んで慕っている。メインシナリオに登場した当初は姉たちと共に御華見衆と敵対しており、幾度かの戦闘の末に錆憑状態となって消滅の危機を迎えるが、主人公たちによって助けられた後、監視の名目でめいじ館に配属される。自身の伝承からか子どもが苦手。『はぴどじ』では隊長を巡って桑名江と対立しているが、肝心の隊長からは冷めた対応をされる。 |
| 098   | 大包平               | 白亜右月          |                   | 未実装      |                      | 日本一と名高い巫剣。百華の誓いに参加せず、阿修羅丸と行動を共にする。『斬』では琉球3姉妹をそそのかし、彼岸五将を復活させている。消息は不明。 |
| 099   | 村雨                 | 白亜右月          |                   | 未実装      |                      | 阿修羅丸に寄り添う巫剣。消息は不明。 |
| 105   | 五虎退吉光           | 小路あゆむ        | 野村真悠華        |             | ［聖］               | ある家の家宝であったため御華見衆に属していなかったが、その後合流する。藤四郎、吉光姉妹の中でも末っ子の扱いで姉妹のみならず様々な巫剣や人から愛されている。大陸を渡った伝承から５匹のホワイトタイガーの子どもをお供に連れている。［聖］サンタ服バージョンが存在し、奥義では虎の子達が縦横無尽に飛んで攻撃する。 |
| 107   | 天光丸               | 橘由宇            | 中恵光城          |             |                      | 武士道を重んじる礼儀正しい巫剣。 |
| 108   | 数珠丸恒次           | okiura            | 洲崎綾            |             | ［海］               | 禍憑退治の放浪旅をしている天下五剣の一振りで御華見衆最古参の巫剣。おっとりした性格ながら巫剣の中で最も霊力が高いとされ実力は高い。一人称はうち。小烏丸をとても好いている。 |
| 109   | 典厩割               | 築山竜二          | 佐伯伊織          |             | ［海］               | 礼儀作法を重んじる巫剣。他人の礼儀がなっていないと怒りが爆発しやすい傾向にあり、目上の人物に腹を立てた時は怒りをその場で噛み潰した後、裏でストレス発散に巻藁人形をボロボロにしている。頭を撫でられるのが嫌い。［海］水着バージョンが存在する。 |
| 112   | 狐ヶ崎為次           | 円居雄一郎        | 谷口夢奈          |             | ［聖］               | 黒狐のお姉さん巫剣。『瞬』の主人公・みやびの愛刀。非常に人見知りで体隠して尻尾隠さずの状態で隠れることも多いが、剣の実力は巫剣の中でもかなり高い。［聖］サンタ服バージョンが存在する。 |
| 114   | 義元左文字           | ののやなより      | 篠田みなみ        |             | ［歌］               | 自分には周りを幸福にする力があると信じて止まないお姉さん巫剣。一人称は「わたち」。江雪と小夜は姉妹の関係。 |
| 115   | 五月雨江             | 司ゆうき          |                   | 未実装      |                      | |
| 118   | 岡田切吉房           | あかざ            | 杉浦しおり        |             |                      | 商魂たくましい事情通の巫剣。腕は確かだが何をするにも金銭を要求するため隊長が割と頭を抱え込む要員。鯰尾藤四郎とは過去に何かあったのか、彼女には頭が上がらない。 |
| 121   | 亀甲貞宗             | peroshi           | 吉岡麻耶          |             |                      | 貞宗姉妹の三女であり比較的のんびり屋な巫剣。割と被虐嗜好があり自ら縄で縛られたり隊長に叱咤をお願いしたりする一面がある。そんな性格と亀に似た衣裳から、妹の徳善院によくからかわれている。 |
| 122   | 徳善院貞宗           | peroshi           | 富田美憂          |             |                      | 副司令直属の交渉担当であり貞宗姉妹の四女にあたる巫剣。一人称は「うち」で京都弁を操る。加虐思考だが論理的かつ丁寧な言い回しのため彼女に反論するのは難解レベル。そのためか上の姉の内2人よりも大人びている。どんな食べ物にもカレーをかけてしまう程のカレー好き。 |
| 125   | 富田江               | 天海雪乃          | 米澤円            |             |                      | きらびやかな印象の巫剣。桑名郷の姉であり、故郷から送り出した妹を案じていたがそれだけでは我慢できずめいじ館入りをした。「くーちゃん」と呼ぶほど妹のことを大切に思っており、それを知っためいじ館側は姉巫剣オンリーの歓迎会を開き、大いに妹自慢をしたとか。桑名郷に負けず劣らずのグラマラスボディ。 |
| 126   | 星月夜正宗           | 滝乃大祐          | 松井恵理子        |             |                      | 芸者のような容姿のお姉さん巫剣。常に煙管を携えている。裏稼業、とりわけ暗殺業にも秀でており裏の情報屋とも繋がりをもっている。なお、恋愛は奥手でその事になると取り乱しやすい。 |
| 127   | 雲落とし             | まっくすめろん    | 陶山恵実里        |             | ［恋］               | |
| 130   | 微塵丸               | まっくすめろん    | 結城真理→阿部笑華 |             |                      | とにかく悪戯好きな巫剣。上からタライ、下は落とし穴と仕掛けられる側は気が抜けないレベル。 |
| 131   | 大和守安定           | 黒獅子            | 香里有佐          |             | ［誠］               | 新撰組出身の怖いお姉さん巫剣。普段は標準語だが興奮すると京都弁になる。新撰組の銘と長曾根虎徹を病的なほどに敬愛しており、長曾根虎徹に近づくものは徹底的に調査、不要と判断すれば排除する。 |
| 132   | 夢切り国宗           | てんまそ          | 島袋美由利        |             | ［学］               | 生真面目な巫剣。寝ている相手の夢に干渉したり、起きている相手に幻を見せたりなど夢に関する能力を持っている。 |
| 133   | 謙信兼光             | 武田弘光          | 朝井彩加          |             |                      | |
| 134   | 後藤藤四郎           | 小路あゆむ        | 角元明日香        |             |                      | 小柄だが働き者の巫剣。一人称は「うちっち」、語尾に「ずら」がつく。お金好きで衝動買いの癖が酷く、特に鰻には目がないため、いつも金欠に陥っている。帳簿付けが得意。 |
| 140   | 高麗鶴光忠           | osa               | 守屋亨香          |             |                      | |
| 144   | 乱藤四郎             | 小路あゆむ        | 首藤志奈          |             | ［虎］               | ピンクのマフラーがチャームポイントの小柄な巫剣。口数は少ないが観察眼が鋭く常に的確な行動とアドバイスをする。蝶々が好きで衝動的に追いかける為、団体からはぐれることもしばしば。［虎］虎の着ぐるみバージョンが存在し、勝利ポーズは後藤藤四郎と鯰尾藤四郎が同じ着ぐるみ衣装で参加する。 |
| 146   | 疱瘡正宗             | 司ゆうき          | 桃河りか          |             | ［聖］               | ピンクのナース服が特徴の巫剣。医術の知識はあるが薬関係は牛王吉光の方に任せている、とはいえ食事のバランスや用途を考えることは得意。人に注射を打つことが生き甲斐。 |
| 147   | 祢々切丸             | れんた            |                   | 未実装      |                      | |
| 148   | 瀬登太刀             | れんた            |                   | 未実装      |                      | |
| 149   | 柏太刀               | れんた            |                   | 未実装      |                      | |
| 154   | 金地螺鈿毛抜形太刀   | ののやなより      | 大久保瑠美        |             | ［麗］               | 金色のライオンのような容姿の巫剣。御華見衆の老中的存在で小烏丸とは動機。自身のことは「らでぃちゃん」と呼称しているが、自身が「まるっち」とよんでいる小烏丸からは「金」と呼ばれている。ギャル話術で話すが、本気を出すとかなりドスの利いた口調になる。 |
| 158   | 熱田康継             | ピスケ            | 西田望見          |             |                      | 可愛さ溢れる町娘のような巫剣。深窓令嬢だったため、世間をあまり知らない故に好奇心が人一倍強く、とりわけ恋には強い興味をもっている。 |
| 161   | 久能山の真恒         | 神崎かるな        | 土屋李央          |             |                      | |
| 163   | 牛王吉光             | たかみ裕紀        | 千菅春香          |             | ［超］ （超越）      | 牛のような角と腰の試験管が特徴の『斬』のヒロインの一振りで薬師。妖怪「管狐」を斬ったことから能力・霊力ともに並外れているとされている。口が達者でからかい上手。とくに城和泉正宗には話術巧みに操り新薬実験のモルモットにしている。同じ奥州出身といことから燭台切光忠たちとは仲がいい。条件を満たすと入手できる［超］超越バージョンが存在する。 |
| 164   | 鯰尾藤四郎           | 小路あゆむ        | 和多田美咲        |             | ［海］               | 灰色のロングヘアが特徴のお嬢様巫剣。一人称は「わたくし」。藤四郎吉光姉妹の中でもやや年長であることから姉妹愛がとりわけ強く、特に五虎退吉光を溺愛している。基本はしっかりものだが、そそっかしい面もあり姉妹達からは今一つ頼られていない。愛称は「なまっち」。過去に火事で焼けたことから火が苦手で厨房や篝火にすら近づけない程に怯えている。戦闘では名称不明の鯰と共に戦う。［海］水着バージョンが存在し、ビーチボールを駆使した究極必殺技「空かける流星」を試みるが上手くいっていない。 |
| 169   | 鶯丸友成             | hatsuko           | 清水彩香          |             |                      | 麗しき貴公子巫剣。ボーイッシュな外見に甘いマスクボイスゆえに、常に女性に囲まれており、自身もそれを誇りにしている。そんなカッコよさが際立つ彼女もテディベアをはじめとした可愛いもの好きの乙女な一面がある。 |
| 170   | 鳴狐                 | 朝日川日和        | 下屋則子          |             | ［海］               | |
| 175   | 愛染国俊             | ひなた睦月        | 佐藤あずさ        |             |                      | |
| 178   | 浦島虎徹             | オダワラハコネ    | 星乃葉月          |             |                      | |
| 179   | 太鼓金貞宗           | peroshi           | 田中貴子          |             |                      | 腰についたたくさんの太鼓が特徴の元気娘巫剣。貞宗姉妹の末っ子で姉たちからは「かねっち」と呼ばれ特に可愛がられている。 |
| 183   | 大三原               | さんば挿          | 高槻かなこ        |             | ［恋］               | |
| 185   | 鷹の巣宗近           | 凪良              | 市ノ瀬加那        |             |                      | 同じ宗近の銘を持つ三日月宗近に憧れており、彼女を幼くしたような外見をしている。銘に相応しく高いところが得意。 |
| 189   | 物吉貞宗             | peroshi           | 田辺留依          |             | ［幻］               | 煌びやかな容姿のお嬢様巫剣。貞宗姉妹の長女。高飛車ながら気配り上手なお姉さま。ただ派手好きでとりわけ建築には色々オプションを注文している。戦闘では氷の技を使って圧倒的な勝利をもたらしてくれる。 |
| 193   | 燭台切光忠           | U35               | 白城なお          |             |                      | 伊達家の巫剣で眼帯をしたお姉さん巫剣。大倶利伽羅の姉的存在。 |
| 208   | 蜂須賀虎徹           | 滝乃大祐          | 湯浅かえで        |             |                      | 長曽根虎徹の妹分であり蜂須賀虎徹の後輩分。性格は多少引っ込み思案。 |
| 209   | 虎御前の太刀         | 池澤真            | 高森奈津美        |             | ［打］               | 語尾に「なのだー。」をつける白猫のようなお姉さん巫剣。戦場にいた経験が長く戦術家としても優秀。とある経験から野球がすごく好きになった。「打」野球服バージョンが存在し、バットによるボールのノックで戦う。その打撃のキレは敵の光球すらも打ち返すほど。 |
| 210   | 今剣                 | きちはち          | 畑中万里江        |             | ［闇］               | 護り刀としての自覚の高い巫剣。実力は高いが主人に常に寄り添うことを信条としているため外周警備に向かない困った存在。時間の進みを遅くする能力を持つが制限が多く『斬』では玄人向きのキャラ。 |
| 212   | あざ丸               | 赤井てら          | 木野双葉          |             |                      | |
| 213   | 風鎮切光代           | 赤井てら          | 小原好美          |             |                      | 接近戦を得意とする巫剣。非常に好戦的であまり策を好かない。一人称は「ふう」。かつての主を父上と尊敬して呼んでいる。餡が好物。 |
| 216   | 獅子貞宗             | peroshi           | 中島唯            |             |                      | 褐色肌でライオンのような髪と尻尾が特徴の巫剣。名前の通り自身を獅子を称しているが、柱に自分の臭いを染み込ませようとしたり、外で丸まって寝るなど獅子というより猫に近い。貞宗姉妹の次女であり露出の一番酷い衣裳ながら更に脱ぎ魔であるという困った性格。現在では豪快な性格だが昔は引っ込み思案な大人しい巫剣だったらしい。 |
| 221   | 太閤左文字           | 昆布わかめ        |                   | 未実装      |                      | |
| 223   | 熊野三所権現長光     | つなこ            | 菅野真衣          |             |                      | |
| 228   | 透かし正宗           | 円居雄一郎        | 飯田ヒカル        |             |                      | |
| 229   | ほりぬき正宗         | 円居雄一郎        | 春川友紀          |             |                      | |
| 230   | 庖丁正宗             | 円居雄一郎        | 柳原かなこ        |             |                      | |
| 232   | 武蔵正宗             | 菊池政治          | 金魚わかな        |             |                      | |
| 235   | 桑名江               | 天海雪乃          | 高橋李依          |             | ［超］ （超越）      | 『斬』のヒロインの一振り。料理が上手で、献身的な巫剣。 |
| 246   | 鬼切安綱             | せんむ            | 花守ゆみり        |             |                      | ギャルのような性格の巫剣。『斬』のイベントストーリーで自身が「髭切」と思わせる発言をしているが、真相は不明。 |
| 247   | 安宅切               | 池澤真            | 立花日菜          |             |                      | |
| 251   | 西蓮                 | あおぎりぺんた    | 末柄里恵          |             |                      | |
| 254   | 毛利藤四郎           | さかなへん        | 吉田有里          |             |                      | 引きこもりでいわゆるニートな巫剣。自身の姉妹を含む幼女をこよなく愛している。可愛い容姿なら幼い男の子でも大丈夫らしい。 |
| 256   | 水心子正秀           | シエラ            | 石見舞菜香        |             | ［袴］               | 海外に滞在経験のある帰国子女の巫剣。自身が新々刀ということもあり、自分より先に生まれた古刀の巫剣を尊敬しており特に「正宗」に憧れている。『乱』では登場人物の1人である「みやび」の愛刀。 |
| 影256 | 水心子正秀（影打）   | シエラ            | 石見舞菜香        |             |                      | 愛称は「ヒデ」。オリジナルとは逆に古刀を時代遅れと思っており、自身は銃や蒸気機関などの最新技術を好んでいる。密かに行ったパワーアップの失敗によって「すいしんしまさひで」という、自身が幼くなった姿をした短刀の影打を誕生させてしまった。 |
| 258   | 安芸国佐伯荘藤原貞安 | 昆布わかめ        | 前田玲奈          |             |                      | 普段は飄々としているが、用兵や奇策が得意な巫剣。陸奥守吉行とは旧知の仲であり、藤原貞安は彼女の事を「むっちゃん」と呼んでいる。『斬』での入手画面などは「藤原貞安」と表記されている。 |
| 259   | 九戸来国行           | sho               | 金元寿子          |             | ［魔］               | |
| 261   | 敦賀正宗             | 京極燈弥          | 広瀬ゆうき        |             |                      | |
| 263   | 福島兼光             | 伍長              |                   | 未実装      |                      | |
| 264   | 岩切長束藤四郎       | きちはち          |                   | 未実装      |                      | |
| 265   | 鳥飼来国次           | すまき俊悟        | 影山灯            |             | ［給］               | |
| 268   | 赤松正則刀           | よしむらなつき    | 井上遥乃          |             |                      | |
| 269   | 会津正宗             | おちゃう          | 白砂沙帆          |             |                      | |
| 271   | 榊原正宗             | シルバー          |                   | 未実装      |                      | |
| 272   | 稲剪りの大刀         | 朝日川日和        |                   | 未実装      |                      | |
| 273   | 太郎坊兼光           | イチラク          | 原田彩楓          |             | ［聖］               | |
| 274   | 加藤国広             | 御影獏            | 安斎由香里        |             |                      | |
| 275   | 山伏国広             | 御影獏            | 中野さいま        |             |                      | |
| 283   | 振分髪広光           | すめらぎ琥珀      | 渡谷美帆          |             | ［麗］               | |
| 300   | 天羽々斬             | おぐち            | 能登麻美子        |             |                      | 神代三剣の一振り。『斬』では過去に主人公を助けたことがあり、彼からは「お姉さん」と呼ばれる。登場するのは力の一部を持った分身体であり、本体は別に存在する。長く俗世から離れていたため人間社会の知識や感覚に疎い。 |
| 301   | 天叢雲剣             | LAM               | 井口裕香          |             |                      | 神代三剣の一振り。 |
| 302   | 布都御魂             | AF_KURO           |                   | 未実装      |                      | 神代三剣の一振り。 |

## 登場人物
ここでは、巫剣以外の登場人物を記載する。各メディアに登場する巫剣については、#巫剣を参照。

### 登場人物（斬）
聖十郎
『斬』の主人公であり、プレイヤーの分身である巫剣使い。士官学校を卒業した彼が御華見衆の関東支部の一つである「めいじ館」に隊長兼店長として赴任するところから物語が始まる。
複数の巫剣に力を与える特異な力を持つ。
七香（ななか）
声 - 白石晴香
御華見衆の後方支援要員。ゲーム内では全体のナビゲーター役を務める。基本的に温和な性格。
プレイヤーの秘書を務める。八宵の姉。妹の八宵とともに支援班からの出向でめいじ館に訪れている。
八宵（やよい）
声 - 白石晴香
御華見衆の後方支援要員。ゲーム内では「工房」において技や刀装の強化役を務める。
めいじ館の地下にある工房で、装備品を取り扱っている。七香の妹。割と豪快な性格で姉を困らせている。
才蔵（さいぞう）
御華見衆に所属する男性。時折現れては、プレイヤーと城和泉正宗ら3振りに助言をしている。副司令とは親密な間柄だが詳細は不明。
古島冬馬（こじまとうま）
声 - 村上聡
陸軍所属の青年。聖十郎とは士官学校時代の同期であり、良き友人。
聖十郎との再会がきっかけで御華見衆と関わりを持つようになる。化物（禍憑）に関係する出来事や不可解な事件などの情報を提供する他、御華見衆と陸軍の共同作戦の時は聖十郎の頼みを聞き入れるなど、軍との橋渡しの役目を担うことが多い。
初登場はイベントストーリーだが、後に通常任務にも登場している。
大尉
声 - 坂巻学
陸軍所属の男性。化物（禍憑）の対処にあたる部隊の指揮を現場で取る立場にあり、否応なしに御華見衆と関わりを持つようになっていく。
当初は得体の知れない御華見衆を名乗る聖十郎たちを怪しんでおり、非友好的な対応が多かった。しかし、禍憑と戦う聖十郎たちを見るうち少しずつ態度が軟化していき、御華見衆が正式な政府の機関だと確認できてからは頼もしい協力者となる。「めいじ館」を訪れた際、副指令として同席した丙子椒林剣に女性としての魅力を感じている。
初登場時はキャラクターの立ち絵が無くセリフのみの登場だったが、通常任務第３部から立ち絵が追加されている。
細田兵次郎直光（ほそだへいじろうなおみつ）
声 - 伊藤健太郎
ある目的のために暗躍する贋作刀工。「鍛冶兵直光（かじへいなおみつ）」とも呼ばれている。
独自の技法で顕現させた「影打」と呼ばれる巫剣や、持った者の心を狂暴化させる「魂喰（たまばみ）」という妖刀を作り出している為、御華見衆から追われる身となっている。
影打達を「可愛い娘」や「愛娘」と呼んでいるが、当の影打からは基本的によく思われていない。
天目御影（あまめみかげ）
声 - 久保ユリカ
御華見衆専属の鍛冶師で慎重な性格のおさげ眼鏡少女。城和泉正宗たち3振りの新たな拵（こしらえ）である「天華神明拵」の開発や、失われた技術である「心意化粧」の復元に成功している。
『煌』の主人公「天目久斗」と同じ名字で、代々から伝わる鍛冶師一族出身という点も共通しているが、関係性は不明。

### 登場人物（発・乱）
小次郎
主人公。

### 登場人物（瞬）
みやび
主人公。

### 登場人物（彩）
隊長
巫剣たちを束ねる隊長。ひょんな事から小さなぬいぐるみの姿になってしまう。

### 登場人物（煌）
天目 久斗
主人公。

## 用語
巫剣（みつるぎ）
一流の腕を持つ刀工が特別な製法で作り出した、少女の姿を持つ刀剣。剣聖を超えるほどの剣の使い手だが、真の力を発揮するには主（あるじ）となる人間「巫剣使い」と契約を結ぶ必要がある。不老であること以外は人間と変わらず、見分けがつかない。
巫剣使い（みつるぎつかい）
巫剣と契約の儀式「鞘入（さやいれ）」を行うことで、巫剣たちの力を引き出すことができる存在。生まれつき巫剣の存在を感じ取れる者は巫剣使いとして大成しやすい。
御華見衆（おはなみしゅう）
巫剣と巫剣使いを中心に組織された銘治政府直轄の特殊機関で、七星剣が司令官を務めている。古くから凶禍に対抗し、禍憑から街を守る役割を担う一方で、巫剣たちの保護も行ってきた。その存在は秘匿されており、軍内部でも一部の人間にしか知られていない。
銘治の世においては、全国各地で洋風喫茶をはじめとした店などを経営しており、そこを活動の拠点としている。
観察方（かんさつがた）
御華見衆の副司令官である丙子椒林剣が政府から直々に任されている諜報機関。巫剣関連の情報を集めたり、各地の巫剣を監視したりしている。指令系統は独立しているため、御華見衆の司令官である七星剣といえども直接干渉することはできない。
錆憑（さびつき）
巫剣が負の感情に囚われ、凶禍の力に惹かれて陥る状態。正常な意識を保つことはできず、破壊衝動や欲望に忠実となる。錆憑化した巫剣は特殊な方法によって祓わなければ力を使い果たし、消滅する。
天下五剣（てんかごけん）
童子切安綱、三日月宗近、鬼丸国綱、大典太光世、数珠丸恒次ら5振りの巫剣のこと。それぞれが邪悪な存在に対しての力が強く、御華見衆の切り札的な存在。急事以外はそろって活動をせず各々自由に活動している。
神代三剣（かみよさんけん）
天羽々斬、天叢雲剣、布都御魂剣ら3振りの巫剣のこと。七星刀や丙子椒林剣よりも前から存在する最古の巫剣とされるが、姿を現すことがないため実在そのものが疑われる存在となっている。
巫魂（みたま）
巫剣が持っている特別な力。この力により、炎や超常現象を操ることや邪な者を祓ったりすることが可能になる。また巫剣が纏っている衣服や、巫剣自身の身体も巫魂が顕現したものといわれている。
『斬』では、巫剣を限界突破するアイテムとしても登場する。
禍憑（まがつき）
凶禍によって生み出される邪悪な存在。個体差はあるが基本的に自我は薄い。何も知らない人間からは鬼や妖怪などの化物として認識される。巫魂を伴う攻撃でなければ有効なダメージを与えられない。
彼岸五将（ひがんごしょう）
強大な力と自我を持つ、以下の5体の禍憑のこと。その強さは天下五剣に匹敵する。
緋墨（ひずみ）
声 - 奥村翔
蠱惑樹（こわくのき）
声 - 楠見尚己
六道戒聖（りくどうかいせい）
声 - 通常時：大川透／人型時：柿原徹也
阿依子（あやこ）
声 - 通常時：田中敦子／人型時：阿澄佳奈
煉獄（れんごく）
声 - 伊藤静
凶禍（きょうか）
古来より存在する邪悪な存在。負の力を操り、悪意や恨みといった感情を抱いた者が影響を受けると禍憑が生み出される。
禍魂（まがたま）
凶禍を由来とする闇の力。禍憑の力の源であると同時に、禍憑が生まれるために必要な物。
銘治政府（めいじせいふ）
刀の時代が終わり、近代化していく世を導く統治機構。凶禍に対抗する手段を持たないため、直接の対応は御華見衆に任せつつ、その活動を支援している。一方で、巫剣の力を危険視もしており、利用することで管理下に置く目的もある。
百華の誓い（ひゃっかのちかい）
銘治の世が明け数年後、現存するほぼ全ての巫剣が七星剣の呼びかけに応え帝都に集結し、自らを武器として扱うことを禁じた平和の誓い。千代金丸等の琉球三宝刀や大包平らはそれぞれの理由で加わっていない。
影打（かげうち）
鍛冶兵によって作られた既存の巫剣と同じ銘を持つ巫剣。本来の影打ちの意味とは異なるため正確には贋作と呼ぶべき存在であり、そのことは鍛冶兵も認めている。能力は妖刀といっても過言ではないほど強力な力を内包しており、オリジナルをも超えた戦闘力を持つ。外見や言動はしっかりしているが、生まれて間もないため精神年齢が幼い傾向にある。
天華神明拵（てんかしんめいこしらえ）
戦いを経て力を増した城和泉正宗、桑名江、牛王吉光の3振りに施された技術であり、力を最大限に発揮できる新たな姿を得る。ただし、扱うには「超越」と表現される精神面の成長も必要となる。銘の頭には[超]が付く。
心意化粧（しんいげしょう）
『巫剣の持つ記憶を元に巫魂に変化を与える』とされる技術。天目の家から持ち込まれた文献から天目御影と八宵によって復元された。ただし、文献の大部分は失われていたため元々の目的は不明で、記憶以外の影響を受ける例も確認されるなど、復元した2人にも全容は把握できていない。

## 漫画

### 天華百剣 -ぷち-
武シノブが作画を担当した4コマ漫画。公式Twitterにて2016年3月29日から2020年6月22日まで連載された後、「天華百剣-ぷに-」に名を変えて『G'sマガジン』2020年9月号から移籍している。書籍化は第1話～第96話までを収録。

#### 書誌情報（ぷち）
- 武シノブ（作画） 『天華百剣 -ぷち-』 KADOKAWA、既刊1巻（2018年1月現在）
  - 2018年1月27日発売、イベントおよび通販専売[23]

### はぴどじ!～桑名江がんばる～
天華百剣プロジェクトが原作を手がけ、天海雪乃が作画を担当する。『電撃G's magazine.com』2017年5月30日から2018年10月2日まで連載された。メインヒロインの１人・桑名江を中心とした内容となっている。

#### 書誌情報（はぴどじ!）
- 天華百剣プロジェクト （原作）・天海雪乃（作画） 『はぴどじ！～桑名江がんばる～』 KADOKAWA〈電撃コミックスNEXT〉
  - 2019年1月26日発売、ISBN 978-4-04-893851-8

### 天華百剣 -発-
天華百剣プロジェクトが原作を手がけ、酒月ほまれが作画を担当する。『電撃G'sコミック』2016年8月号から2017年７月号まで連載された。三十二年式軍刀甲がメインキャラクターを務める。小説版の天華百剣 -乱-と共に正史であるとされ、乱の前日譚となっている。天華百剣プロジェト最初のメディア展開となった。2017年10月27日に単行本化されるにあたって、タイトルが天華百剣から 『天華百剣 -発-』 に変更されている。

#### あらすじ（-発-）
時は銘治32年、表向きは「みやこ屋」という名の湯屋を営む御華見衆の拠点。天下五剣の一振り数珠丸恒次の主である兄・小太郎に憧れる小次郎自身もまた、みやこ屋において巫剣使いを目指していた。ある時小次郎は小烏丸に促され、司令である父・武蔵のところ向かいそこで生まれてから日が浅い巫剣三十二年式軍刀甲（通称：甲（こう））と出会う。武蔵は小次郎に、甲を将校の屋敷に向かわせるお供を命ずる。生まれたばかりの無垢さ故、人間的な常識を知らぬ無機質な甲に戸惑いながらも小次郎は将校の屋敷に到着する。しかしそこには禍憑に襲われた将校の姿があった。

#### 書誌情報（-発-）
- 天華百剣プロジェクト （原作）・酒月ほまれ（作画） 『天華百剣 -発-』 KADOKAWA〈電撃コミックスNEXT〉
  - 2017年10月27日発売、ISBN 978-4-04-893351-3

### 天華百剣 -戯-
天華百剣プロジェクトが原作を手がけ、御影獏が作画を担当する。津田越前守助廣を中心としたギャグとお色気がウリのギャグ漫画。『電撃マオウ』2018年2月号から2021年6月号まで連載された。

#### 書誌情報（-戯-）
- 天華百剣プロジェクト （原作）・御影獏（作画） 『天華百剣 -戯-』 KADOKAWA〈電撃コミックスNEXT〉、全3巻
  1. 2019年5月25日発売、ISBN 978-4-04-912546-7
  2. 2020年3月27日発売、ISBN 978-4-04-912936-6
  3. 2021年6月25日発売、ISBN 978-4-04-913594-7

### 天華百剣 -彩-
天華百剣プロジェクトが原作を手がけ、たかみ裕紀が作画を担当する。『電撃G'sコミック』2018年2月号から2019年2月号まで連載された。

#### 書誌情報（-彩-）
- 天華百剣プロジェクト （原作）・たかみ裕紀（作画） 『天華百剣 -彩-』 KADOKAWA〈電撃コミックスNEXT〉
  - 2019年2月25日発売、ISBN 978-4-04-912138-4

### 天華百剣 -瞬-
天華百剣プロジェクトが原作を手がけ、多門結之が作画を担当する。『電撃G'sコミック』2018年4月号から2019年4月号まで連載された。

#### 書誌情報（-瞬-）
- 天華百剣プロジェクト （原作）・多門結之（作画） 『天華百剣 -瞬-』 KADOKAWA〈電撃コミックスNEXT〉
  1. 上 2019年3月27日発売、ISBN 978-4-04-912137-7
  2. 下 2019年3月27日発売、ISBN 978-4-04-912439-2

## 小説

### 天華百剣 -乱-
電撃G's magazine2017年5月号から2019年１月号まで特別付録「DENGEKI G’s NOVEL Vol.20」において連載。著者は出口きぬごし、イラストをあきはが担当している。巫剣である三十二年式軍刀甲がメインの原作正史ストーリー。
単行本は1巻のみ発行されているが、物語終盤の数話は単行本未収録となっている。

#### あらすじ（-乱-）
巫剣使いとなった小次郎は、巫剣三十二年式軍刀甲（通称：甲（こう））と共に任務を全うしていく。ある日、現役最強の巫剣使いである兄・小太郎と連絡が途絶える。小次郎は小烏丸の任を受け、甲、五虎退吉光、青木兼元らと共に小太郎が消息を絶った炭鉱へと向かう。無事に兄と再会する小次郎であったが、元巫剣使いの阿修羅丸を名乗る人物から差し向けられた錆憑と化した元巫剣・肥前忠広に襲撃される。

#### 書誌情報（-乱-）
- 天華百剣プロジェクト （原作）・出口きぬごし（著）・あきは（イラスト）『天華百剣 -乱-』 KADOKAWA〈電撃文庫〉
  - 2018年1月10日発売、ISBN 978-4-04-893575-3

### 天華百剣 -煌-
電撃G's magazine2017年5月号から2018年12月号まで特別付録「DENGEKI G’s NOVEL Vol.20」において連載。著者は風見周、イラストをピスケが担当している。舞台を現代に移したスピンオフ作品である。

#### 書誌情報（-煌-）
- 天華百剣プロジェクト （原作）・風見周（著）・ピスケ（イラスト）『天華百剣 -煌-』 KADOKAWA単行本
  1. 2018年6月30日発売、ISBN 978-4-04-893744-3
  2. 2019年1月26日発売、ISBN 978-4-04-912182-7

## ゲーム

### アクションRPG
2016年5月に電撃G's magazine誌面において、スマートフォン向けアクションRPG『天華百剣 -斬-』が2016年秋に配信されることが開発中画面と共に発表された。しかし当初予定していた2016年秋にリリースされず、翌年の2017年2月末にAndroid版のβテストのテスター募集が告知された。その後2月24日から3月3日までのβテストを経て、2017年4月20日に正式リリースされた。2017年9月22日には公式攻略wikiが開設された。
2021年8月16日 15時をもってサービスを終了した。

#### ストーリー（ゲーム）
プレイヤーは御華見衆の隊長となり、巫剣使いとして巫剣たちとともに、人々を禍憑から守るために戦う。メインストーリー上では、城和泉正宗、桑名江、牛王吉光の三振りがメインヒロインに充てられている。

#### ゲームシステム
ゲームは大きく分けると、SDキャラクターの巫剣を操作しマップ上の敵を倒していくベルトスクロールアクションタイプのアクションパートと、その巫剣との親愛度を上げることで巫剣ごとのストーリーを進めていくアドベンチャーパートの2つのパートからなる。公式においてはジャンルを美少女剣撃アクションRPGとしている。アドベンチャーパートの巫剣アニメーション部分ではE-moteが用いられ、二次元のイラストが滑らかに動くことも特徴の一つである。
主な機能
通常任務
メインシナリオ。めいじ館の城和泉正宗、桑名江、牛王吉光の3振りを中心とした物語が描かれる。2021年5月現在、第四部が展開中。また、「琉球三宝刀」「影打」「庖丁三姉妹」がメインの各イベントストーリーが通常任務として定常化されている。
イベント任務
通常任務とは別の、巫剣たちの活躍を扱ったイベント用の任務が開催される。ハードなストーリー展開が多い長編エピソードの「巫剣英雄譚」、巫剣の日常を描いた短編エピソードの「巫剣エピソード」、周回して交換素材を集めて衣装などの報酬を獲得する「掃討特務」、強い禍憑や特殊な禍憑に挑戦する「討伐特務」などが、1ヵ月～2ヵ月毎にそれぞれ開催されている。
特別任務
各曜日用の任務が定期的なサイクルで入れ替わり開催される。曜日によって得られるアイテムが異なる。また、特定の素材アイテムや経験値を獲得するためのキャンペーン用任務も開催されることがある。
共闘
3人までの協力プレイが実装されている。共闘でしか集まらないアイテム交換用素材と交換品が用意されている。
ガチャ
巫剣、刀装、技を入手するための手段。本作では基本的に3種とも同じガチャから排出される。
刀装
巫剣1振りに最大5つまで装備できる。本作は「巫剣の強さ」における刀装の重要度が大きく、刀装がしっかりしていればSRの巫剣でも十分に攻略が可能となっている。
技
巫剣1振りに1つ装備できる。任務中に一定回数使用することができ、その効果は様々。うまく攻略できない任務も技を変更する事で糸口が開けることがある。
能力開花
巫剣は経験値でレベルを上げる他に、「能力開花シート」にある9つのマスを開放することでも能力を高めることができる。初期状態だとシートは1枚だが、巫剣の限界突破1回目で2枚目、2回目で3枚目のシートが出現する。3枚全てを開放しきると4枚目の「極シート」が現れる。「極シート」は各マスが5段階に分かれており、開放には専用のアイテムが必要となるのだが、開放の段階が進むほど必要数が膨大になる。
衣装
特定の巫剣の見た目を変更するアイテム「衣装」があり、主に「掃討特務」やキャンペーン等で入手機会が用意される。変化はE-mote演出でのビジュアルのみで、任務のSDキャラクターに変化はない。入手と同時に専用の巫剣ストーリーが開放される。対象の巫剣を持っていなくても衣装自体は入手可能。
特別バージョンの巫剣
衣装とは別に、E-mote演出だけでなく任務のSDキャラクターの見た目や性能も変化する同名巫剣の「特別バージョン」がある。主に「掃討特務」と並行開催されるガチャで投入される。「特別バージョン」のみ入手していても使用可能だが、通常バージョンを入手している場合は着替えによりバージョンを切り替えるため、各バージョンを同時に編成することは不可能。入手と同時に専用の巫剣ストーリーが開放される。
贈り物
交換所やログインボーナスなどで巫剣へプレゼントする「贈り物」のアイテムが手に入る。プレゼントすると親愛度が上昇し、刀装の装備数上限が増えたり、巫剣ストーリーが開放される他、普段のセリフや表情が変化していく。巫剣によって好みの傾向があり、親愛度の上昇量が異なる他、好みの中でも特定のアイテムをプレゼントすると後述の「お手入れ」が発生する。
お手入れ
巫剣を放置してしまうと、不機嫌な状態に陥ることがある。この状態を解消するためには「お手入れ」を実行する必要がある。「お手入れ」でも巫剣の親愛度を上げることができるが、上昇値は「贈り物」ほどではない。

#### 主題歌
「全部君がいたから知ったんだ」
　サービス開始～2018年6月までのOPムービー主題歌。図鑑からも再生できる。
　作詞 - no_my / 作曲 - no_my / 編曲 - eba(F.M.F)・奈良悠樹(F.M.F) / 歌 - 鈴木このみ
「闇を切り咲く華」
　2018年6月からのOPムービー主題歌。図鑑からも再生できる。
　作詞 - 坂井竜二 / 作曲 - 村井大、鈴木盛広  / 編曲 - 村井大
　歌 - 城和泉正宗(CV:大野柚布子)、桑名江(CV:高橋李依)、牛王吉光(CV:千菅春香)、小烏丸(CV:大和田仁美)、七香(CV:白石晴香)

##### キャラクターソング
「夏色紋様」
　2018年7月のイベント「掃討特務 -心躍る碧空の盛夏-」での任務BGM。図鑑からも再生できる。
　歌 - 江雪左文字(CV:佐藤亜美菜)、小烏丸(CV:大和田仁美)、武蔵正宗(CV:金魚わかな)

#### CD
「天華百剣 -斬-」キャラクターソングアルバム「百華繚乱」
2019年4月17日にポニーキャニオンから発売。キャラクターソングアルバム第1弾。
収録曲
1. 闇を切り咲く華
  - 歌：城和泉正宗（CV:大野柚布子）、桑名江（CV:高橋李依）、 牛王吉光（CV:千菅春香）、小烏丸（CV:大和田仁美）、七香（CV:白石晴香）
  - 作詞：坂井竜二、作曲：村井大・鈴木盛広、編曲：村井大
2. 夏色紋様
  - 歌：江雪左文字（CV:佐藤亜美菜）、小烏丸（CV:大和田仁美）、 武蔵正宗（CV:金魚わかな）
  - 作詞：磯谷佳江、作曲：小野貴光、編曲：玉木千尋
3. GO DIVE！
  - 歌：加州清光（CV:桑原由気）、瓶割刀（CV:高野麻里佳）、狐ヶ崎為次（CV:谷口夢奈）、三⼗二年式軍刀甲（CV:鬼頭明里）
  - 作詞：Funta3、作曲・編曲：Funta7
4. 祭り恋し夢のあと
  - 歌：稲葉郷（CV:古賀葵）、岡田切吉房（CV:杉浦しおり）、 徳善院貞宗（CV:富田美憂）
  - 作詞：高瀬愛虹、作曲：no_my、編曲：Funta7
5. 繚乱★はろうぃん
  - 歌：津田越前守助廣（CV:松田颯水）、⼋丁念仏（CV:久保田梨沙）、 雷切丸（CV:河瀬茉希）
  - 作詞：吉田詩織、作曲・編曲：久下真音
6. 北風と、そよぐ、恋浪漫。
  - 歌：今剣（CV:畑中万里江）、古今伝授の太刀（CV:朝日奈丸佳）、 北谷菜切（CV:下地紫野）
  - 作詞：吉田詩織、作曲：永塚健登、編曲：久下真音
7. くくくXmas剣奏曲
  - 歌：和泉守兼定（CV:高井舞香）、獅子王（CV:高柳知葉）、 太郎坊兼光（CV:原田彩楓）
  - 作詞：南野Emily、作曲：小野貴光、編曲：玉木千尋
8. ふりそでんぐりがえし
  - 歌：あざ丸（CV:木野双葉）、謙信兼光（CV:朝井彩加）、児手柏包永withぽこ太・ぽこ助・ぽこ美（CV:田中あいみ）
  - 作詞：やしきん、作曲・編曲：広川恵一（MONACA）
9. 刀身をやさしくタップ♡
  - 歌：SAMONJI ［江雪左文字（CV:佐藤亜美菜）、小夜左文字（CV:秦佐和子）、 義元左文字（CV:篠田みなみ）］
  - 作詞：やしきん 作曲・編曲：田中秀和（MONACA）
10. 巫剣えれじぃ feat.八宵
  - 歌：笹貫(CV:小見川千明)、大般若長光(CV:渡辺優里奈)、長篠一文字(CV:東内マリ子)
  - 作詞：かたほとり、作曲・編曲：ARM (IOSYS)
11. フレフレTRY!～君に捧げる応援歌～
  - 歌：鬼神丸国重(CV:天海由梨奈)、小狐丸(CV:近藤玲奈)、島津正宗(CV:小野早稀)、微塵丸(CV:阿部笑華)
  - 作詞：吉田詩織、作曲：サイレンジ!、編曲：久下真音
12. 久遠に咲く華
  - 歌：城和泉正宗（CV:大野柚布子）、桑名江（CV:高橋李依）、 牛王吉光（CV:千菅春香）、小烏丸（CV:大和田仁美）、七香（CV:白石晴香）
  - 作詞：吉田詩織、作曲・編曲：Yocke
13. 「茶房でわいわい系」おしゃべりタイム♪
  - 歌：稲葉郷(CV：古賀葵)
  - 作詞：Soflan Daichi、作曲・編曲：安岡洋一郎

「天華百剣 -斬-」キャラクターソングアルバム「百華繚乱 弐」
2020年4月29日にポニーキャニオンから発売。キャラクターソングアルバム第2弾。
収録曲
1. 紅、華を咲かせて
  - 歌：御華見衆 椿組（城和泉正宗(CV:大野柚布子)、桑名江(CV:高橋李依)、牛王吉光(CV:千菅春香)、小烏丸(CV:大和田仁美)、七香(CV:白石晴香)）
  - 作詞・作曲・編曲：やしきん
2. 夢追い華
  - 歌：庖丁三姉妹（透し正宗(CV:飯田ヒカル)、庖丁正宗(CV:柳原かなこ)、ほりぬき正宗(CV:春川友紀)）
  - 作詞：吉田詩織、作曲・編曲：Yocke
3. GO-MA-N-E-TSU
  - 歌：SAMONJI（江雪左文字(CV:佐藤亜美菜)、小夜左文字(CV:秦佐和子)、義元左文字(CV:篠田みなみ)）
  - 作詞：辻純更、作曲・編曲：田中秀和(MONACA)
4. 誰よりもそばに…。
  - 歌：亀甲貞宗(CV:吉岡麻耶)、敦賀正宗(CV:広瀬ゆうき)、夢切り国宗(CV:島袋美由利)
  - 作詞：Akira Sunset、作曲：Akira Sunset・菊池博人、編曲：菊池博人
5. 踊らにゃSong♪Song♪御華見音頭
  - 歌：千人切(CV:松田利冴)、天光丸(CV:中恵光城)、風鎮切光代(CV:小原好美)
  - 作詞：Soflan Daichi、作曲・編曲：Shinnosuke
6. Endless Summer 1899
  - 歌：鶯丸友成(CV:清水彩香)、鯰尾藤四郎(CV:和多田美咲)、蛍丸国俊(CV:立花芽恵夢)
  - 作詞：Akira Sunset、作曲：Akira Sunset・菊池博人、編曲：菊池博人
7. 胸キュンサマーにCheck In, Please♪
  - 歌：燭台切光忠(CV:白城なお)、千子村正(CV:前田佳織里)、鶴丸国永(CV:本泉莉奈)
  - 作詞：磯谷佳江、作曲：小野貴光、編曲：玉木千尋
8. 恋の大運動会
  - 歌：虎御前の太刀(CV:高森奈津美)、日光助真(CV:中村桜)、日本一則重(CV:春瀬なつみ)
  - 作詞・作曲・編曲：やしきん
9. 超マジ!?爆マジ!?まじかる☆くのへ
  - 歌：九戸来国行(CV:金元寿子)、太鼓鐘貞宗(CV:田中貴子)、日光一文字(CV:春日望)
  - 作詞：かたほとり、作曲・編曲：ARM(IOSYS)
10. パジャマおしゃべリズム
  - 歌：にっかり青江(CV:田中ちえ美)、博多藤四郎(CV:小日向茜)、紅葉狩兼光(CV:花井美春)
  - 作詞：辻純更、作曲・編曲：石濱翔 (MONACA)
11. ハチャメチャpanicでパーティtonight
  - 歌：八文字長義(CV:櫻庭有紗)、疱瘡正宗(CV:桃河りか)、村雨助廣(CV:小堀幸)
  - 作詞：AO、作曲：Atelier LadyBird、編曲：東大路憲太
12. ごくらく!Blooming
  - 歌：赤松政則刀(CV:井上遥乃)、一期一振(CV:藤田茜)、蜂須賀正恒(CV:桜木アミサ)
  - 作詞：Uyu(ACRYLICSTAB)、作曲：阿部隆大、編曲：野崎心平
13. ちょこれいとSONG
  - 歌：浦島虎徹(CV:星乃葉月)、後藤藤四郎(CV:角元明日香)、鳥飼来国次(CV:影山灯)
  - 作詞：Akira Sunset、作曲：Akira Sunset・菊池博人、編曲：菊池博人
14. よい刀のみつるぎ体操
  - 歌：厚藤四郎(CV:長野佑紀)、謙信助宗(CV:真野あゆみ)、獅子貞宗(CV:中島唯)
  - 作詞：七条レタス(IOSYS)、作曲・編曲：D.watt(IOSYS)
15. おめかし＊夢見し＊恋拍子
  - 歌：安芸国佐伯荘藤原貞安(CV:前田玲奈)、大三原(CV:高槻かなこ)、同田貫正国(CV:貫井柚佳)
  - 作詞：磯谷佳江、作曲：小野貴光、編曲：玉木千尋
16. 華よ心々から
  - 歌：御華見衆 椿組（城和泉正宗(CV:大野柚布子)、桑名江(CV:高橋李依)、牛王吉光(CV:千菅春香)、小烏丸(CV:大和田仁美)、七香(CV:白石晴香)）
  - 作詞・作曲・編曲：やしきん
17. ざんなまのうた♪（ボーナストラック）
  - 歌：ざんなまぁ〜ず♪(大野柚布子、白石晴香、古賀葵)
  - 作詞：吉田詩織、作曲：サイレンジ!、編曲：久下真音

#### 開発
本作の2代目プロデューサーを務めたナカムラ ケンタロウによると、配信開始から半年ほど後の2017年秋の時点でコストダウンの話が持ち上がっていたほか、2018年にはサービス終了の危機を迎えていたとされている。
ナカムラは2022年のCEDECの講演の中で、サービス終了を迎えた理由として「エンドコンテンツの不在」と「マネタイズ計画破綻の長期化」に加え、「『大がかりなプロモーションをしても効果が出ないから、このようなプロモーションをしてもできない』という経営判断」を挙げている。
それでも、開発スタッフは「未来に対する期待をどれだけ提供できるか」という考えを大切にし、3年以上もサービスを継続できたとナカムラは説明している。
まず、彼らはすべてのキャラクターが等しく活躍できるバトル環境をめざした。
具体的には、性能のインフレーションを起こさない、性能が突出したキャラクターを作らない、特定のキャラクターの参加が必須のイベントは作らないといった方針がとられている。
加えて、ファン向けのプロデューサーレターにおいては良い材料だけでなく、悪い材料も発信するよう心掛け、環境改善に向けたロードマップの提示も行っていた。
好きなキャラクターに新コンテンツが追加されるという期待に対しては、キャラクターの新規衣装を毎月実装するという手法がとられた。
当初は衣装のみの配布だったが、それだけでは盛り上がりにかけるということで他のコンテンツの追加が検討された。だが、コストが限られる中でシナリオの追加は厳しかったため、比較的工数が少ないキャラクターソングに変更し、そこから複数のコンテンツへのアプローチを展開した。
一方で、サービスが展開された2017年から21年の間、隙間時間を楽しむコンテンツは変化を遂げていった。
まず、通信容量の増加や定額制サービスの一般化により、スマートフォンで長時間動画を見るスタイルが定着した。次いで、オタク系コンテンツの主流がスマホアプリからVTuberに移行し、これまでゲーム内のキャラクターに熱中していた層がVTuberに流れてしまった。
これら2種類のコンテンツと比べ、スマートフォン向けアプリは提供する量が圧倒的に少ないものの、いきなりプレイサイクルを変えるのは至難の業だった。そこで本作では、ゲームの更新がないときでも、生放送やプロデューサーレターならびに動画配信といった情報発信を短いスパンで継続していった。

### ノベルゲーム
2024年5月31日より、PC向けノベルゲーム『天華百剣 -巡-』の第1話が「G’sチャンネル」にてリリースされた。「天華百剣 -斬-」のプロデューサーだったナカムラケンタロウが設立したインディーゲームサークルのKinpatsu Creative Studioが手掛けている。隔月で一話ずつ公開。第壱話のみ無料で、第壱話後日談以降の配信は有料会員向けのコンテンツとなっている。

## テレビアニメ
2019年10月13日から同年12月29日まで、ショートアニメ『天華百剣 〜めいじ館へようこそ！〜』（てんかひゃっけん めいじかんへようこそ）がBS11にて毎週日曜22時54分に放送された。

### スタッフ
- 監督 - ハシモトダイスケ[31]
- 助監督 - 藤田健太郎[31]
- シリーズ構成・脚本 - 佐藤裕[31]
- キャラクターデザイン - ハシモトダイスケ、東亮太、岡田直樹[31]
- 総作画監督 - 東亮太[31]
- 美術設定・美術監督 - 佐南友理[31]
- 色彩設計 - 小野寺笑子[31]
- 2Dワークス - 長谷川結衣[31]
- 撮影監督 - 高津純平[31]
- 編集 - 榎田美咲[31]
- 音響監督 - 納谷僚介[31]
- 音響制作 - スタジオマウス[31]
- 音楽 - 阿部隆大[31]
- 音楽制作協力 - picnic[31]
- アニメーション制作 - ライデンフィルム[31]
- プロデューサー - 宮下知幸、元長聡
- アニメーションプロデューサー - 西川恭平
- 製作 - KADOKAWA

### 主題歌（アニメ）
「紅、華を咲かせて」
御華見衆 椿組［城和泉正宗（大野柚布子）、桑名江（高橋李依）、牛王吉光（千菅春香）、小烏丸（大和田仁美）、七香（白石晴香）］による主題歌。作詞・作曲・編曲はやしきん。
「夢追い華」
庖丁三姉妹［透し正宗（飯田ヒカル）、庖丁正宗（柳原かなこ）、ほりぬき正宗（春川友紀）］による挿入歌。作詞は吉田詩織、作曲・編曲はYocke。

### 各話リスト
| 話数   | 絵コンテ         | 演出             | 作画監督                                   |
| ------ | ---------------- | ---------------- | ------------------------------------------ |
| 第1話  | ウォン           | 藤田健太郎       | 東亮太                                     |
| 第2話  | ハシモトダイスケ | 藤田健太郎       | 岡田直樹 石川奨士                          |
| 第3話  | ハシモトダイスケ | 藤田健太郎       | 石川奨士                                   |
| 第4話  | 藤田健太郎       | 藤田健太郎       | 安藤真喜 岡田直樹 西川雅史                 |
| 第5話  | 藤田健太郎       | 藤田健太郎       | 岡田直樹                                   |
| 第6話  | 藤田健太郎       | 藤田健太郎       | 和田佳純                                   |
| 第7話  | 球野たかひろ     | 球野たかひろ     | 古林杏子                                   |
| 第8話  | 藤田健太郎       | 球野たかひろ     | 松原一之                                   |
| 第9話  | ハシモトダイスケ | 球野たかひろ     | 岡田直樹                                   |
| 第10話 | ハシモトダイスケ | 富谷美香         | 富谷美香 安藤真喜 西川雅史 古林杏子 梅田杏 |
| 第11話 | ハシモトダイスケ | ハシモトダイスケ | ハシモトダイスケ                           |
| 第12話 | ハシモトダイスケ | 藤田健一郎       | 和田佳純                                   |

## Webラジオ
『庖丁三姉妹がキレ味抜群な番組を目指すラヂオ』が2019年10月1日から2021年3月23日まで文化放送「超!A&G+」にて毎週火曜19時から配信。全78回。
パーソナリティは透し正宗役の飯田ヒカル、庖丁正宗役の柳原かなこ、ほりぬき正宗役の春川友紀。

## ASMR
『「天華百剣」ASMR 水心子正秀～主さんとわたしのとある１日～』が2023年2月21日に電撃G's magazine（KADOKAWA）がDLsiteにて発売した。
スタッフ
- 原作：天華百剣プロジェクト
- シナリオ：久之彦
- イラスト：シエラ
- 声優：石見舞菜香
- 企画・プロディース：電撃G's magazine編集部
- ディレクター：三瓶ちひろ